# Narashino
Narashino (japanisch 習志野市, -shi) ist eine Großstadt in der Präfektur Chiba auf Honshū, der Hauptinsel von Japan.

## Geographie
Narashino liegt östlich von Funabashi und westlich von Chiba an der Bucht von Tokio.

## Geschichte
Am 3. Juni 1903 wurde das Dorf Tsudanuma (津田沼村, -mura) zur Gemeinde (Machi) Tsudanuma (津田沼町, -machi) erhoben. Im Russisch-Japanischen Krieg brachte man 11791 Gefangene auf dem örtlichen Truppenübungsplatz Narashino unter. Von September 1915 bis zur Jahreswende 1919/20 befand sich dort ein Kriegsgefangenenlager mit rund 890 Deutschen aus Tsingtau. Am 1. August 1954 benannte sich die Gemeinde Tsudanuma zur Gemeinde Narashino (習志野町) um und erhielt am gleichen Tag das Stadtrecht.
Narashino war im Zweiten Weltkrieg eine Militärbasis. Heute ist die Stadt ein Wohnvorort von Tokio. Die Technische Hochschule Chiba befindet sich hier, und die Nihon-Universität hat einen Campus hier.

## Verkehr
- Straße:
  - Higashikantō-Autobahn nach Tokio oder Kashima
  - Nationalstraße 14
  - Nationalstraßen 357
- Zug:Bahnhof Tsudanuma
  - JR Chūō-Sōbu-Linie
  - Keisei-Hauptlinie nach Ueno und Narita

## Bildung
- Chiba Kōgyō Daigaku

## Städtepartnerschaften
- Tuscaloosa, Vereinigte Staaten, seit 1986

## Söhne und Töchter der Stadt
- Kōta Hattori (* 1977), Fußballspieler
- Masatoshi Ishida (* 1995), Fußballspieler
- Daichi Suzuki (* 1967), Schwimmer

## Angrenzende Städte und Gemeinden
- Chiba
- Funabashi
- Yachiyo